# Peter Klohmann
Peter Klohmann (* 1986 in Frankfurt am Main) ist ein deutscher Musiker (Tenorsaxophon, auch Flöte, Fagott, Komposition) des Modern Jazz. 

## Leben und Wirken
Klohmann lernte nach der musikalischen Früherziehung zunächst ab dem siebten Lebensjahr Gitarre, ab 1995 kam das Saxophon hinzu. Er spielte in Schulbigbands und anderen lokalen Gruppen; von 2001 bis 2005 besuchte er als Jungstudent das Peter-Cornelius-Konservatorium der Stadt Mainz, wo er unter anderem von Martin Lejeune und Sven Hack unterrichtet wurde. 2003 gewann er bei Jugend jazzt. Dem Landesjugendjazzorchester Rheinland-Pfalz gehörte er von 2001 bis 2007 an, dann spielte er bis 2011 im Bundesjazzorchester. Nach dem Bachelorstudium als Jazzsaxophonist an der Johannes Gutenberg-Universität Mainz (bis 2010) absolvierte er bis 2012 sein Masterstudium an der Hochschule für Musik und Darstellende Kunst Stuttgart bei Bernd Konrad und Rainer Tempel. 
Klohmann leitet seit 2006 eigene Gruppen wie das Trio The Extra Dry, Basssoooka oder The Sound of Love. Tourneen führten ihn nach Brasilien, USA, Südafrika, Süd-Korea, Russland, Polen, Indien, Italien und auf den Balkan. 2009 gründete er die Reihe Junge Szene Frankfurt, die ihren monatlichen Platz im Jazzkeller Frankfurt gefunden hat. 2012 war er als Aushilfe in der hr-Bigband tätig. 2013 erhielt er das Arbeitsstipendium der Stadt Frankfurt. Mit seinem Septett trat er beim Deutschen Jazzfestival 2014 auf.
Klohmann wurde als Saxophonist von Felix Jaehn für das Lied Cool engagiert; er gehört auch zum Quartett von Ivan Habernal.

## Diskographische Hinweise
- For Funk (2015, mit Yuriy Sych, Jonas Vogelsang, Andreas Manns, Simon Scheibl)
- Gsus (2014)
- Live at Bix (2011, mit Yuriy Sych, David Helm, Johannes Klingebiel)
- Bundesjazzorchester Calcutta Ending (GMO, 2011)
- Christmas Production (2010)
- Peter Klohmann präsentiert das Syndikat (2008, mit Hartmut „Mr. Ice“ Frost, Kenn Hartwig, Johannes Klingebiel)